# Xanadu (musikalbum)
Xanadu är namnet på ett soundtrack till musikalfilmen med samma namn. Electric Light Orchestra och Olivia Newton-John medverkar i albumet.

## Låtlista
Alla låtar är skrivna och komponerade av John Farrar. 
| 1.           | Magic                        | Olivia Newton-John                | 04:31 |
| 2.           | Suddenly                     | Olivia Newton-John, Cliff Richard | 04:02 |
| 3.           | Dancin'                      | Olivia Newton-John, The Tubes     | 05:17 |
| 4.           | Suspended in Time            | Olivia Newton-John                | 03:55 |
| 5.           | Whenever You're Away from Me | Olivia Newton-John, Gene Kelly    | 04:22 |
| Total längd: | Total längd:                 | Total längd:                      | 22:07 |

Alla låtar är skrivna och komponerade av Jeff Lynne. 
| 6.           | I'm Alive          | Electric Light Orchestra | 03:46 |
| 7.           | The Fall           | Electric Light Orchestra | 03:34 |
| 8.           | Don't Walk Away    | Electric Light Orchestra | 04:48 |
| 9.           | All Over the World | Electric Light Orchestra | 04:04 |
| 10.          | Xanadu             | Electric Light Orchestra | 03:28 |
| Total längd: | Total längd:       | Total längd:             | 19:40 |